# 2020년 상하이 국제 영화제
제23회 상하이 국제 영화제는 2020년 7월 25일에 열린 시상식이다.

## 수상 및 후보

### 금잔상-장편영화
- 올 더 프리티 리틀 호시즈 - 미칼리스 콘스탄타토스
- 풍평랑정 - 리 샤오펑
- 필 유어 메모리즈 - 크리스티나 코멘치니
- 아이는 알아주지 않아 - 오키타 슈이치
- 헬레네 - 안티 조키넨
- 더 아일랜드 오브 라이스 - 파울라 콘스 바렐라
- 더 리유니온스 - 동성붕
- 이카루스. 더 레전드 오브 미에텍 코즈 - 마시에이 피에프르지카
- 블라인드 - 페르난도 주베
- 아이 엠 히어! - 아바스 아미니
- 원 데이 위 윌 토크 어바웃 투데이 - 앙가 드위마스 사송코
- 트레이싱 헐 쉐도우 - 펑페이

### 금잔상-다큐멘터리
- 고고 - 파스칼 플리슨
- 라이크 더 다이어스 핸드 - 존-싱 첸
- 미나마타 만다라 - 하라 카즈오
- 언 엘레지 투 포게팅 - 크리스토퍼 브루가다

### 금잔상-애니메이션
- 진저스 테일 - 콘스탄틴 셰킨
- 올드 맨 - 더 무비 - 오스카 레히마 외 1명
- 부니베어: 원시시대 대모험 - 정량
- 워즈 버블 업 라이크 소다 팝 - 이시구로 쿄헤이

### 금잔상-단편영화
- 20dB - 니시야마 히로유키
- 싸인스 - 더스틴 리스
- 더 드론 오버 콘 필드 - 찬파 완
- 텀블 - 밀레나 두트코브스카
- 프렌치 시네마 - 갈리나 D. 게오르기에바
- 어 베어풋 붓다 - 설봉
- 레드 썸머 - 유하오 양
- 수베니어 - 크리스티나 빌체스 에스텔라 외 1명
- 나포 - 구스타보 리베이로
- 애뉴얼 데이 - 프라틱 타쿠르
- 브로큰 테일 - 미구엘 가고 카마노
- 크랩 - 쉬바 사데그아사디
- 썸머 스윙 - 쿠나오 얀

### 아시아신인상
- 라이크 파더 엔드 선 - 백지강
- 어 리틀 버드 리마인드 미 - 석흠
- 더 레이크 - 에밀 아타겔디예프
- 더 뱃져 - 카젬 몰라이에
- 모델 - 란징
- 미키 온 더 로드 - 루미엔미엔
- 올 어바웃 아이엔지 - 황재
- 나지베 - 무스타파 앤돔카르
- 교맥풍장 - 서전웅
- 도터스 - 하지메 츠다
- 위즈덤 투스 - 양밍
- 카고 - 아라티 카다브
- 썸타임, 썸타임 - 재키 옙
- 데브리스 오브 디자이어 - 인드라닐 로이초우드리